# Will Oldham

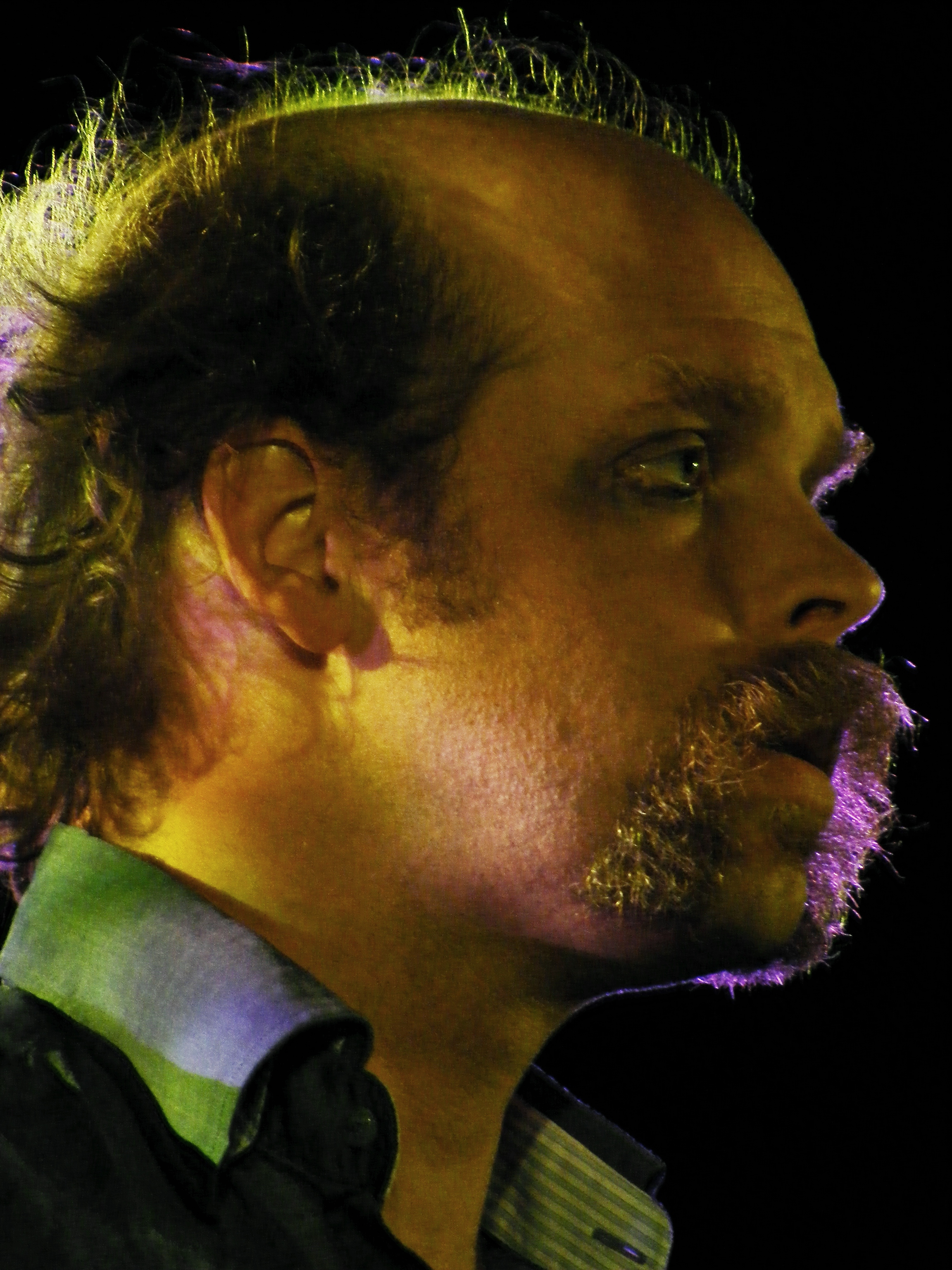
Will Oldham en 2010.

Will Oldham (Louisville; 24 de diciembre de 1970), también conocido con el nombre artístico de Bonnie 'Prince' Billy, es un cantautor y actor estadounidense. 
De 1993 a 1997, actuó y grabó bajo variaciones del nombre Palace, incluyendo Palace Brothers, Palace Songs, y Palace Music. Tras publicar material con su propio nombre, adoptó el seudónimo "Bonnie 'Prince' Billy" para la mayoría de su trabajo desde 1998.

## Música
Oldham es conocido por su "estética punk casera y franca honestidad" y su música se ha clasificado dentro de los géneros americana, folk, tradicional, country, punk, e indie rock. Se le ha llamado el "solipsista apalache post-punk", con una voz que ha sido descrita como "una frágil especie de trino que se esparce alrededor de melodías encantadas de la tradición folk americana o country."
Will Oldham al principio tocó y grabó bajo varias permutaciones del nombre Palace, incluyendo Palace Brothers, Palace Songs, Palace Music, y simplemente Palace. Respecto a los cambios de nombre durante este periodo (1993–1997), Oldham dijo:

Bueno, imagino que la idea es que cuando tienes el nombre de un grupo o un artista, esperas que el siguiente disco, si tiene el mismo nombre, debería tener al mismo grupo de gente tocando en él. Y justo pensé que estábamos haciendo un tipo diferente de disco cada vez, con gente diferente, y temas diferentes, y sonidos diferentes. Así que creí que era importante llamarlo de forma diferente de modo que la gente pudiera ser consciente de las diferencias.

Desde 1998, Oldham ha usado principalmente el seudónimo Bonnie 'Prince' Billy, que se inspira en orígenes diversos:

Sí, el nombre tiene tantas referencias distintas que casi podría tener vida propia. Bonnie Prince Charlie suena tan bien, que no tuve reparos en apropiarme de un sonido tan melifluo. También pensaba en el nombre Nat King Cole. Pero no fue mucho después, y esto pudo haber sido subconsciente, que recordé que Billy el Niño era William Bonney o Billy Bonney.

Oldham ha explicado que "el principal propósito del seudónimo es permitir a la audiencia establecer con el artista una relación que es válida e inquebrantable."